# Initiative relative aux voyages dans l’hémisphère occidental
Initiative relative aux voyages dans l’hémisphère occidental (en anglais « Western Hemisphere Travel Initiative », abrégé en WHTI) est destinée à renforcer la sécurité et le contrôle des voyageurs dans l'hémisphère occidental, autrement dit le continent américain. Ce texte a été rédigé par le département d'État et le département de la Sécurité intérieure en avril 2005 conformément à l’article 7209 du Intelligence Reform and Terrorism Prevention Act de 2004. 
Il impose à tous les voyageurs, y compris les ressortissants des États-Unis se déplaçant entre les Amériques, les Caraïbes et les Bermudes, de se munir d’un passeport ou tout autre document accepté, établissant leur identité et leur nationalité, que ce soit pour entrer aux États-Unis ou en sortir. Ces dispositions constituent un renforcement des conditions antérieures en ce domaine. Ce programme a pour but de renforcer la sécurité des frontières américaines. Cette initiative est appliquée par étapes, en informant le public concerné aussi longtemps à l’avance que possible, afin de lui permettre de se conformer aux nouvelles directives. Le calendrier d'application a été le suivant : 
- 31 décembre 2006 – Les conditions sont appliquées à tous les déplacements par voie aérienne et maritime à destination ou en provenance du Canada, du Mexique, d’Amérique centrale et du Sud, des Caraïbes et des Bermudes.
- 31 décembre 2007 – Les conditions sont étendues à tous les franchissements de frontière, par voie terrestre aussi bien qu’aérienne et maritime.